# Thespesius occidentalis
Il tespesio (Thespesius occidentalis) era un dinosauro erbivoro appartenente agli adrosauri, o dinosauri a becco d'anatra. I pochi resti fossili sono stati ritrovati in Nordamerica (Dakota del Sud) in strati della fine del Cretaceo superiore (Maastrichtiano, circa 65 milioni di anni fa). È uno dei primi dinosauri scoperti negli Stati Uniti, ma l'identità è dubbia.

## Classificazione
Tutto quello che si conosce di questo animale è costituito da poche vertebre caudali e da una falange di una zampa posteriore, descritti da Joseph Leidy nel 1856. Lo studioso denominò i resti Thespesius (dal greco "divino", "magnifico") a causa della grande taglia che l'animale doveva avere. All'epoca in cui vennero descritti i fossili, il terreno non era ancora stato attribuito con certezza al Cretaceo o al Terziario, quindi Leidy non fu in grado di stabilire se i resti fossero da attribuire a un dinosauro o a un mammifero gigantesco. Successivamente venne fatta chiarezza nel datare la formazione geologica, e l'animale fu attribuito agli adrosauri. 

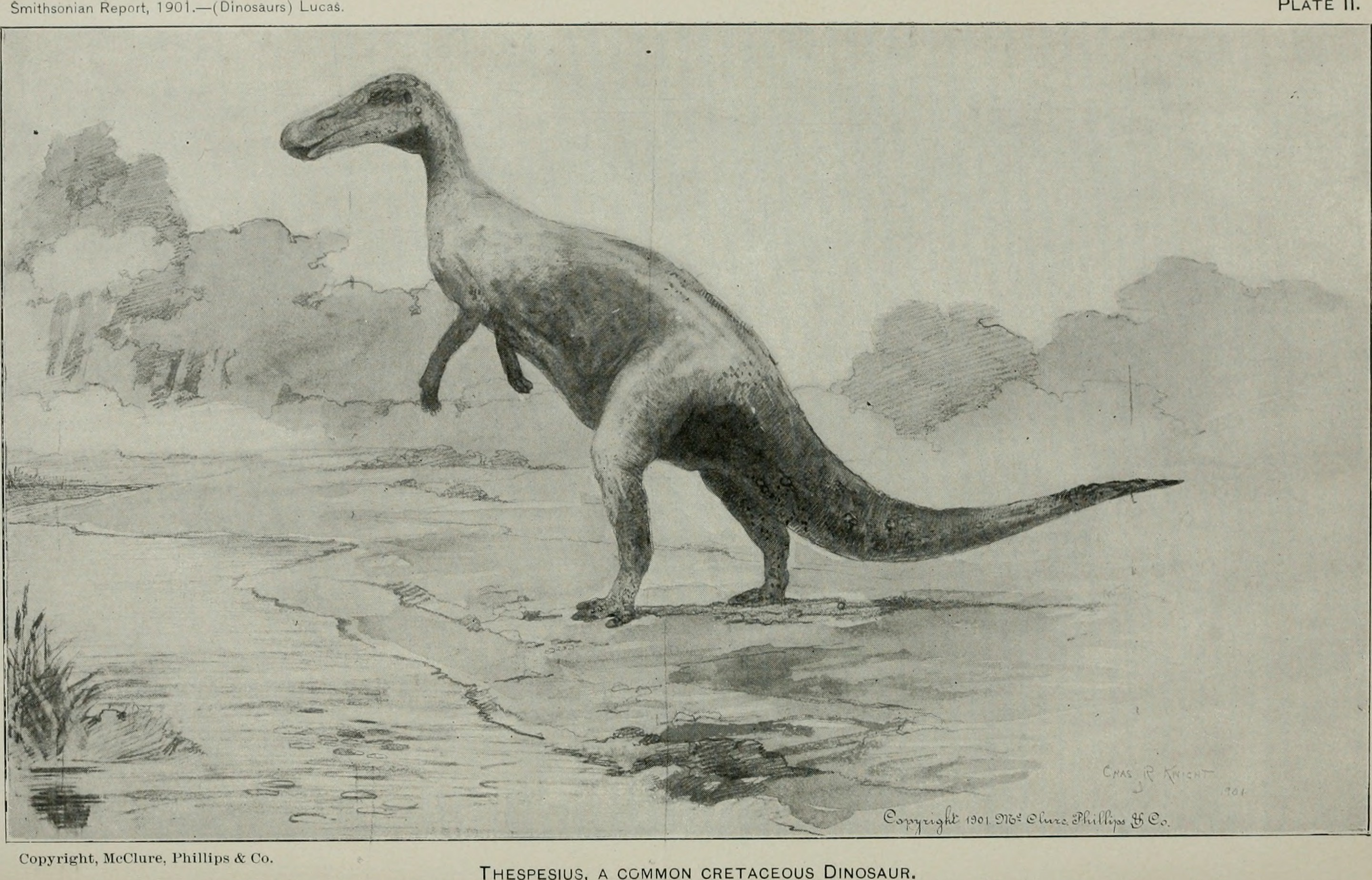
Ricostruzione classica di Thespesius ad opera di Charles R. Knight

Nel 1900 Frederick Lucas attribuì i resti completi di adrosauro noti come Claosaurus annectens (ora noti come Edmontosaurus annectens) al genere Thespesius, a causa del fatto che probabilmente provenivano dalla stessa area dei resti rinvenuti da Leidy. Per lungo tempo, questa classificazione rimase in vigore e il genere Thespesius accolse un buon numero di specie di adrosauri ben conosciute. L'esemplare originale (olotipo) di Thespesius, in ogni caso, è ora considerato inadeguato per permettere una diagnosi a livello di genere, e quindi le specie un tempo attribuitegli sono state riclassificate.